# Jaithara
Jaithara è una suddivisione dell'India, classificata come nagar panchayat, di 10.165 abitanti, situata nel distretto di Etah, nello stato federato dell'Uttar Pradesh. In base al numero di abitanti la città rientra nella classe IV (da 10.000 a 19.999 persone).

## Geografia fisica
La città è situata a 27° 31' 0 N e 79° 1' 0 E e ha un'altitudine di 155 m s.l.m..

## Società

### Evoluzione demografica
Al censimento del 2001 la popolazione di Jaithara assommava a 10.165 persone, delle quali 5.444 maschi e 4.721 femmine. I bambini di età inferiore o uguale ai sei anni assommavano a 1.866, dei quali 1.050 maschi e 816 femmine. Infine, coloro che erano in grado di saper almeno leggere e scrivere erano 6.162, dei quali 3.677 maschi e 2.485 femmine.